# Shuangnian (sockenhuvudort i Kina, Shanxi Sheng, lat 39,64, long 112,10)
Shuangnian är en sockenhuvudort i Kina. Den ligger i provinsen Shanxi, i den norra delen av landet, omkring 200 kilometer norr om provinshuvudstaden Taiyuan. Antalet invånare är 4 048. Befolkningen består av 1 906 kvinnor och 2 142 män. Barn under 15 år utgör 13,0 %, vuxna 15-64 år 77 %, och äldre över 65 år 9,0 %.
Runt Shuangnian är det ganska tätbefolkat, med 149 invånare per kvadratkilometer. Närmaste större samhälle är Xiashuitou, 12,1 km söder om Shuangnian. Trakten runt Shuangnian består i huvudsak av gräsmarker.
Genomsnittlig årsnederbörd är 614 millimeter. Den regnigaste månaden är juli, med i genomsnitt 179 mm nederbörd, och den torraste är december, med 3 mm nederbörd.